# 克恩維爾 (加利福尼亞州)
克恩維爾（英語：Kernville）是位於美國加利福尼亞州克恩縣的一個人口普查指定地區。

## 地理
克恩維爾的座標為35°45′17″N 118°25′31″W / 35.75472°N 118.42528°W，而該地最高點為海拔高度813米（即2667英尺）。

## 人口
根據2010年美國人口普查的數據，克恩維爾的面積為32.831平方千米，當中陸地面積為32.033平方千米，而水域面積為0.798平方千米。當地共有人口1395人，而人口密度為每平方千米42人。